# Оксид самария(III)
Оксид самария(III) — бинарное неорганическое соединение металла самария и кислорода с формулой Sm2O3, светло-жёлтые кристаллы, нерастворимые в холодной воде, реагирует с горячей.

## Получение
- Сгорание самария на воздухе:

{\displaystyle {\mathsf {4Sm+3O_{2}\ {\xrightarrow {300^{o}C}}\ 2Sm_{2}O_{3}}}}
- Разложение гидроксида, нитрата, сульфата, карбоната или оксалата самария:

{\displaystyle {\mathsf {2Sm(OH)_{3}\ {\xrightarrow {300-1100^{o}C}}\ Sm_{2}O_{3}+3H_{2}O}}}
{\displaystyle {\mathsf {4Sm(NO_{3})_{3}\ {\xrightarrow {780^{o}C}}\ 2Sm_{2}O_{3}+12NO_{2}+3O_{2}}}}
{\displaystyle {\mathsf {2Sm_{2}(SO_{4})_{3}\ {\xrightarrow {900^{o}C}}\ 2Sm_{2}O_{3}+6SO_{2}+3O_{2}}}}
{\displaystyle {\mathsf {Sm_{2}(CO_{3})_{3}\ {\xrightarrow {900-1000^{o}C}}\ Sm_{2}O_{3}+3CO_{2}}}}
{\displaystyle {\mathsf {Sm_{2}(C_{2}O_{4})_{3}\ {\xrightarrow {800^{o}C}}\ Sm_{2}O_{3}+3CO_{2}+3CO}}}

## Физические свойства
Оксид самария(III) образует светло-жёлтые кристаллы кубической сингонии, пространственная группа F a3, параметры ячейки a = 1,0915 нм, Z = 16.
При температуре 875°С переходит в моноклинную модификацию B-Sm2O3, пространственная группа C 2/m, параметры ячейки a = 1,4170 нм, b = 0,3633 нм, c = 0,8847 нм, β = 99,96°, Z = 6.

## Химические свойства
- Реагирует с горячей водой:

{\displaystyle {\mathsf {Sm_{2}O_{3}+3H_{2}O\ {\xrightarrow {80^{o}C}}\ 2Sm(OH)_{3}}}}
- Реагирует с кислотами:

{\displaystyle {\mathsf {Sm_{2}O_{3}+6HCl\ {\xrightarrow {}}\ 2SmCl_{3}+3H_{2}O}}}
- При нагревании реагирует с газообразным сероводородом:

{\displaystyle {\mathsf {Sm_{2}O_{3}+3H_{2}S\ {\xrightarrow {1200-1300^{o}C}}\ Sm_{2}S_{3}+3H_{2}O}}}
- Реагирует с пара́ми четырёххлористого углерода:

{\displaystyle {\mathsf {2Sm_{2}O_{3}+3CCl_{4}\ {\xrightarrow {500-700^{o}C}}\ 4SmCl_{3}+3CO_{2}}}}
- Вытесняется из оксида более активными металлами:

{\displaystyle {\mathsf {Sm_{2}O_{3}+2La\ {\xrightarrow {1100-1200^{o}C}}\ 2Sm+La_{2}O_{3}}}}

## Применение
- Компонент специальных стёкол, керамик, люминофоров.